# Tubificoides pseudapectinatus
Tubificoides pseudapectinatus är en ringmaskart som beskrevs av Brinkhurst 1985. Tubificoides pseudapectinatus ingår i släktet Tubificoides och familjen glattmaskar. Inga underarter finns listade i Catalogue of Life.